# 瓦卡里亚
瓦卡里亚是巴西南大河州的一个市镇。总面积2123.674平方公里，总人口59941人，人口密度28.2人/平方公里。